# Leon Festinger
Leon Festinger (ur. 8 maja 1919 w Nowym Jorku, zm. 11 lutego 1989 tamże) – amerykański psycholog społeczny.
Syn pochodzących z Rosji żydowskich imigrantów; studiował na University of Iowa, gdzie był uczniem Kurta Lewina; wraz z Lewinem prowadził prace badawcze nad dynamiką grup w Massachusetts Institute of Technology; po śmierci Lewina w 1947 przeniósł się na University of Michigan; został profesorem; pracował jeszcze na University of Minnesota i Uniwersytecie Stanforda; w 1968 wrócił do Nowego Jorku gdzie zmarł 11 lutego 1989 roku.
Prowadził badania z dziedziny psychologii społecznej. Jest twórcą teorii dysonansu poznawczego i teorii porównań społecznych. Jego uczniem był Jack Brehm, twórca teorii reaktancji.